# 薩摩鶏
薩摩鶏（さつまどり）（英名：Chicken， Satumadori (Domestic)、もしくは、Satsuma Native Fowl）とは、国の天然記念物に指定されている闘鶏や鑑賞用の鶏種である。また、薩摩鶏を基に生産されている鹿児島県指定の地鶏である「さつま若しゃも（さつまわかしゃも）」「さつま地鶏（さつまじどり）」「黒さつま鶏（くろさつまどり）」の3種類は、かごしま地鶏と呼称されている。

## 概要
薩摩鶏は、主に家禽として扱われることが多いニワトリの中でも、武道や軍事などを大切と考える精神を養うためとして、鹿児島で主に闘鶏用、鑑賞用として飼育されてきた日本固有の鶏で、現在は鑑賞用として飼育されており、鹿児島、宮崎県で多く飼われている。その激しい気性ゆえに、鋭利な両刃の剣を蹴爪に付け闘う闘鶏に用いられたことから、昔は鹿児島で剣付鶏（）や闘鶏（）とも呼ばれていた。大きな体、長く美しい尾羽、長い足の黄脚（）、三枚冠（）、赤耳朶（）という特徴を持ち、標準体重は雄が約3800g、雌が約2800g。全身に生える羽毛の種類は、赤笹、白笹、白色、浅黄、黒色などがある。
約800年前にあたる島津氏初代当主・島津忠久の時代から薩摩で飼育されていたとも、江戸時代に薩摩藩で軍鶏と小国鶏を交雑して創り出されたとも言われており、起源は諸説ある。
「地鶏肉の日本農林規格」で規定されている日本在来種で、昭和18年（1943年）8月24日には国の天然記念物に指定された。鹿児島県が保有している薩摩鶏は赤笹種で、かつては育成率や生存率など身体の強さや丈夫さに乏しく産卵性も低かったが、鹿児島県の県畜産試験場で30数年間改良を重ねた「純粋の薩摩鶏」であり、現在は食肉用の地鶏であるさつま若しゃも、さつま地鶏、黒さつま鶏の父系として利用されている。

## かごしま地鶏

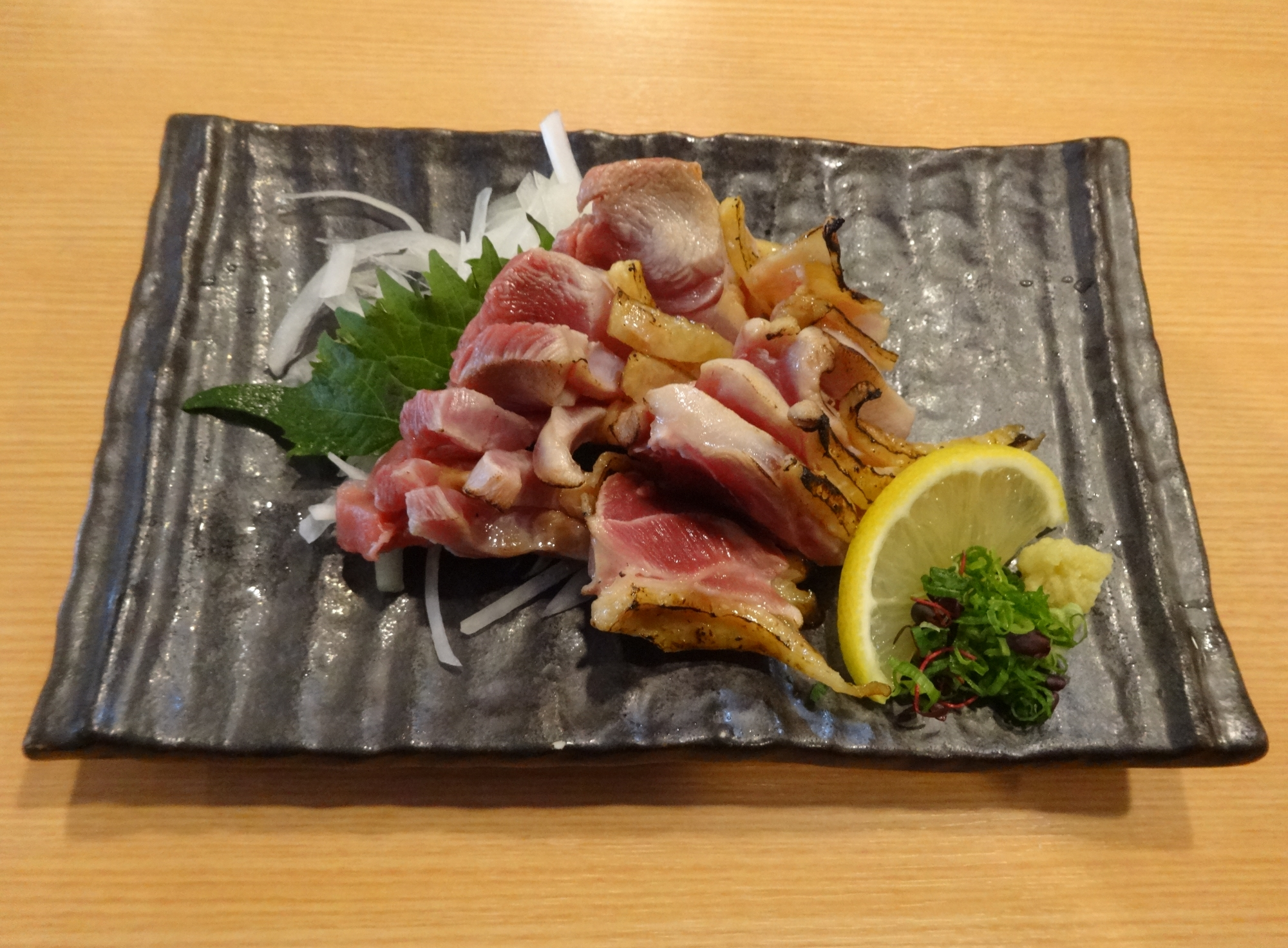
かごしま地鶏の刺身

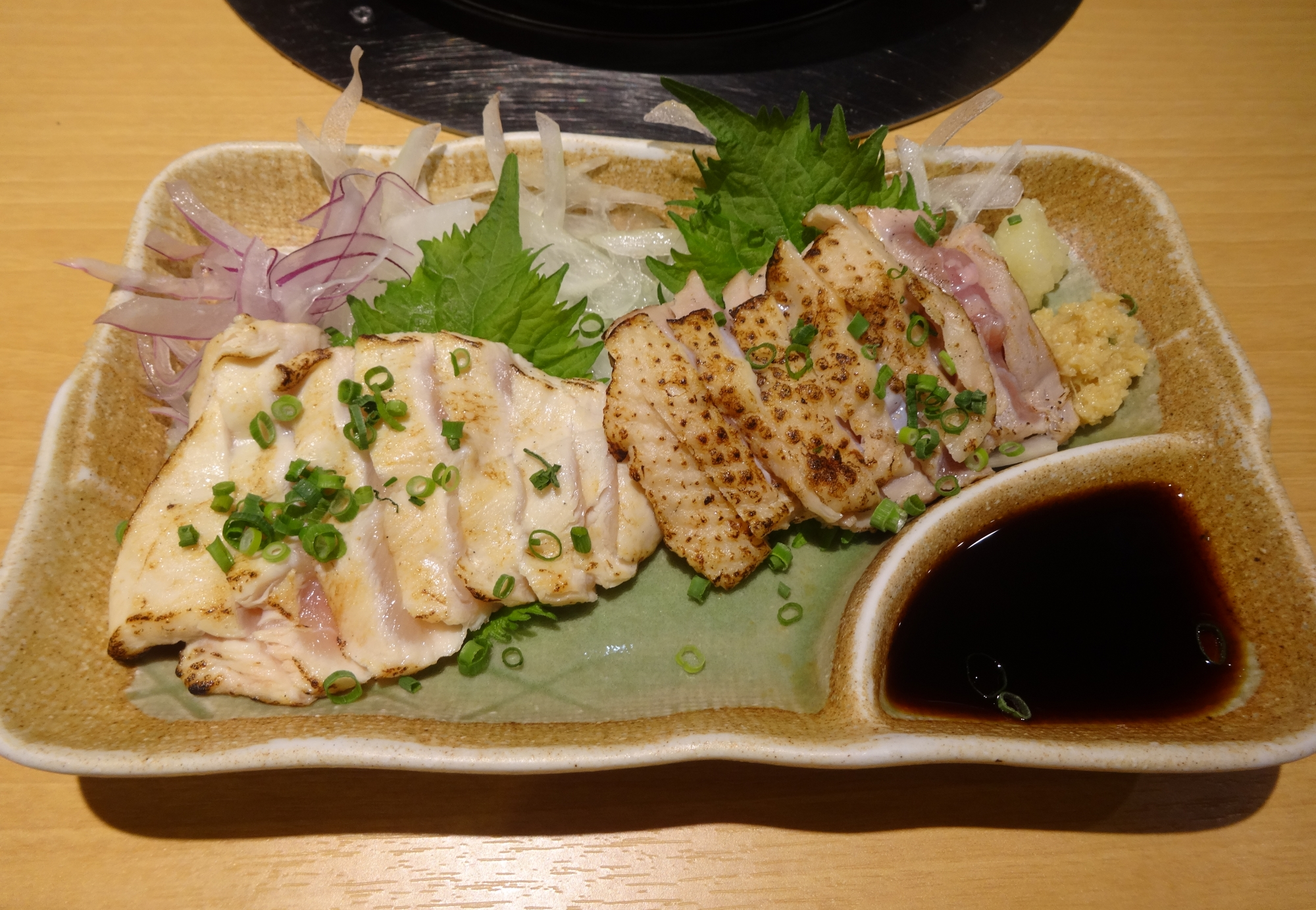
黒さつま鶏の炙りたたき

### 生産振興
鹿児島県畜産試験場で、江戸時代から親しまれている薩摩鶏を父系とする高品質な鶏肉の作出研究が、昭和44年（1969年）より行われてきた。平成7年（1995年）当時、鹿児島の地鶏として「さつま若しゃも」と「薩摩味鶏」の2種類が流通していた。平成2年（1990年）からは、鶏を数品種も飼育する必要があった薩摩味鶏と比べて、維持費の軽減につながる新たな品種として「鹿児島地鶏(仮称)」の開発が開始され、現在「さつま地鶏」として流通している。後に、かごしま黒豚、鹿児島黒牛に続く第3の黒として「黒さつま鶏」も開発された。
平成12年（2000年）8月には、さつま地鶏の生産振興を図る目的で、鹿児島県畜産試験場内に「さつま地鶏生産者協議会」が発足。平成22年（2010年）9月4日には、鹿児島県が作出した地鶏3種類の銘柄を確立し、一体的な生産振興を図り、生産者の経営安定と鹿児島県の養鶏振興に寄与する目的で「鹿児島県地鶏振興協議会」が設立された。さつま地鶏と黒さつま鶏に関しては、銘柄確立を図るため「さつま地鶏」は登録番号：第4670692号で、「黒さつま鶏」は登録番号:第5344595号で商標の登録が行われており、両ブランドにはそれぞれ鹿児島県地鶏振興協議会の会員のみが使用可能なロゴマークやロゴシールが表示されている。
鹿児島県は、全国トップレベルの生産量、卸売市場関係者などからの品質評価が高いなど、4種類の条件を満たしている農畜産物を「かごしまブランド」として認定しているが、平成29年（2017年）5月には、鹿児島県で作出された地鶏である「さつま若しゃも」「さつま地鶏」「黒さつま鶏」の3品種が「かごしま地鶏」として「かごしまブランド」の指定を受けた。
鹿児島県地鶏振興協議会の調査では、2019年度地鶏出荷羽数は、さつま若しゃも7万3千羽、さつま地鶏5千羽、黒さつま鶏19万7千羽となっている。

### さつま若しゃも
雄の薩摩鶏と雌の「白色プリマスロック」との交配により、昭和46年（1971年）に作出された一代雑種の鶏種。28日齢以降は、1平方メートル当たり10羽以下という飼育密度で平飼いし、平均80日以上飼育される。
昭和47年（1972年）に鹿児島県で「太陽国体」が開催されるにあたり、鹿児島県の特産として開発された。

### さつま地鶏
鹿児島県畜産試験場において、雄の薩摩鶏と雌の「ロードアイランドレッド」との交雑にあたり12世代にわたり交配する中で、増体性、産卵性、外見の風貌を中心に選抜を繰り返し、育種改良して平成12年に作出した鶏種。消費者の品質や安全性に対する関心が高まり、鶏肉に対するニーズが多様化してきたことでブロイラーとは異なる地鶏の生産が望まれ、全国各地で在来種を利用した鶏肉生産が増加している中で、平成2年から新しい品種「鹿児島地鶏(仮称)」の開発を開始し、約10年の歳月を経て平成12年（2000年）に作出した。地鶏の飼育期間は、日本農林規格で75日以上と定められているが、さつま地鶏は雄が120日、雌が150日となっている。
比内地鶏、名古屋コーチンと並ぶ日本三大地鶏の一つでもある。父方である薩摩鶏の気性が荒く気を使うことから、育てるのが大変難しいため生産者が少なく、上記のとおり飼育期間も長く労力がかかるが、肉の甘み、弾力、色合いなどは格別なため、平成17年（2005年）11月2日から11月4日に開催された『2005 食肉産業展』において全国から10銘柄が参加した第2回「地鶏・銘柄鶏 食味コンテスト」では、グランプリである最優秀賞をみやざき地頭鶏、青森シャモロック、秋田の比内地鶏などをおさえ獲得した。
筋繊維がブロイラーと比べてもきめ細かく、柔らかさとともに締まりがあり、旨みのある肉質であり、鍋物や煮物、さつま汁など汁物、焼き物のほかに、肉質を直接味わえる刺身などで楽しまれている。羽は赤褐色。長期飼育により引き締まった肉質は筋繊維がきめが細かく、柔らかさの中にも適度な歯ごたえがあり、脂肪分や水分が少ない赤みが強い肉はイノシン酸などの旨み成分を多く含み、コクと甘みにも似た旨味がある。多種多様なヘルシー料理に活用でることから年齢を問わず好まれ、刺身でも食べられる。
日本農林規格で地鶏は、日本在来種の血統を50％以上保有していることが認定条件となっているが、日本農林規格の日本在来種としてどちらとも指定されている薩摩鶏とロードアイランドレッドを交配しているため、さつま地鶏は在来種100％の血統でもある。「かごしま地鶏」として試験課題に取り組んできたこの品種を、平成12年10月16日に一般公募で「さつま地鶏」と命名。さつま地鶏生産者協議会によりロゴがつくられ、平成15年（2003年）5月16日に商標登録されており、現在は鹿児島県地鶏振興協議会で管理されている。このロゴマークは、平成12年11月に生産振興や銘柄確立のため「さつま」をイメージさせるマークを付け特許庁に商標登録を申請したものの、すでに登録されている登録防護標章や登録商標と同じか、もしくは類似していると判断され、これらの利用権を所有している権利者からも、このマークの使用は認めないと断られてしまったため、幾度となく新たな商標登録の図案を検討して、新たなマークを付け平成14年（2002年）11月1日に出願し、早期審査請求を経て命名から943日後、正式に商標登録された。
鹿児島県では現在、鹿児島県地鶏振興協議会を中心に、さつま地鶏を10件に満たない農家で飼育し、銘柄確立に努めている。

### 黒さつま鶏
雄の薩摩鶏と、古くから碁石と鹿児島で呼ばれてきた「横斑プリマスロック」の雌との交配により、平成18年(2008年)に作出された一代雑種の鶏種。
平成13年（2001年）から鹿児島県畜産試験場により、かごしま黒豚、鹿児島黒牛に続くブランドとして「黒」にこだわり研究開発が開始され、平成18年（2006年）に作出された、喧嘩をすることが少ない大人しい性格で生存率が高く、地鶏の中では生育が早いという特徴を持ち、平成12年8月13日に商標登録され、平成23年（2011年）から本格的に出荷され流通されている。